# P504iS
mova P504iS（ムーバ・ピー ごー まる よん アイ エス）は、松下通信工業（現パナソニック モバイルコミュニケーションズ）製のNTTドコモの第二世代携帯電話(mova)端末である。

## 概要
50xシリーズ初のカメラ付き携帯電話として発売された。P504iと比べて、厚さ2mm増に留めておきながら、カメラをメインディスプレイ側とサブディスプレイ側の2箇所に搭載。サブディスプレイには、大型1.1インチのTFT液晶が採用された。基本的な機能はP504iを踏襲している。
また、本機は松下通信工業名義で発売された最後の携帯電話端末でもある。

## 歴史
- 2002年7月19日　 電気通信端末機器審査協会による技術基準適合認定の設計認証（設計認証番号A02-0590JP、J02-0076）
- 2002年8月5日　  テレコムエンジニアリングセンター(TELEC)による技術基準適合証明の工事設計認証（工事設計認証番号01WAA1033）
- 2002年11月12日　発売。
- 2003年1月6日　  TELECによる技術基準適合証明の工事設計認証（工事設計認証番号01WAA1061）
- 2003年5月14日　 TELECによる技術基準適合証明の工事設計認証（工事設計認証番号01WAA1100）
- 2012年3月31日　 movaサービス終了により使用はこの日限りとなる。